# Туризм в Литве

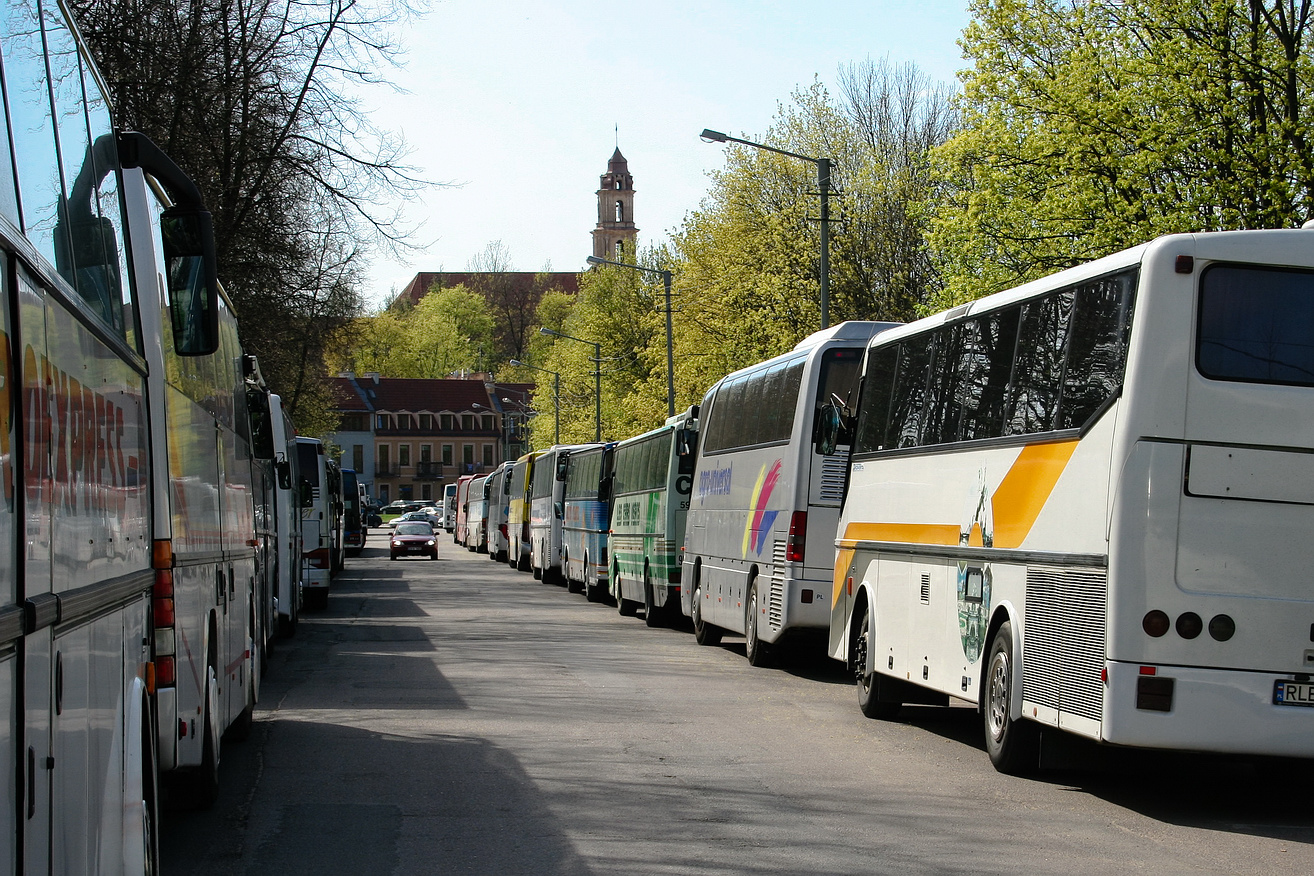
Польские туристические автобусы в Старом городе Вильнюса.

Литва привлекает множество туристов как из соседних стран, так и со всего мира.
Департамент статистики Литвы регулярно публикует отчёты о состоянии туризма в стране. Отчёты основываются на статистических опросах, данных туристско-информационных центров, статистические данных Министерства экономики и обобщённых данных из банка Литвы.

## Статистика
В Литве наблюдается постоянное увеличение числа иностранных туристов. По состоянию на первую половину 2006 года, количество посетителей (кроме туристов из государств-членов Европейского Союза и государств-членов ЕАСТ) увеличилось 11,1 процента по сравнению с 2005 годом и достигло 985 700. В Литву приезжают в основном из России, Германии, Польши, Латвии, Белоруссии, Великобритании, Эстонии и Финляндии. Курорты Друскининкай и Бирштонас в 2005 году испытали увеличение потока посетителей примерно на 50 процентов по сравнению с 2004 годом, Неринге и Паланге ― в среднем 22 процента.
С января по сентябрь 2006 года литовские отели испытали увеличение числа клиентов на 13,7 % по сравнению с 2005 годом, причём 51 % из них составили иностранные посетители (около 620 000). Число иностранных туристов в Друскининкае и в Паланге также увеличилось примерно на четверть. Почти половина иностранных туристов останавливается в столице, Вильнюсе.
В 2013 году 2,2 млн туристов, из которых 1,2 млн являлись туристами иностранными, останавливались в различных отелях в Литве. Эта цифра представляет собой увеличение на 10,5 процента по сравнению с 2012 годом.

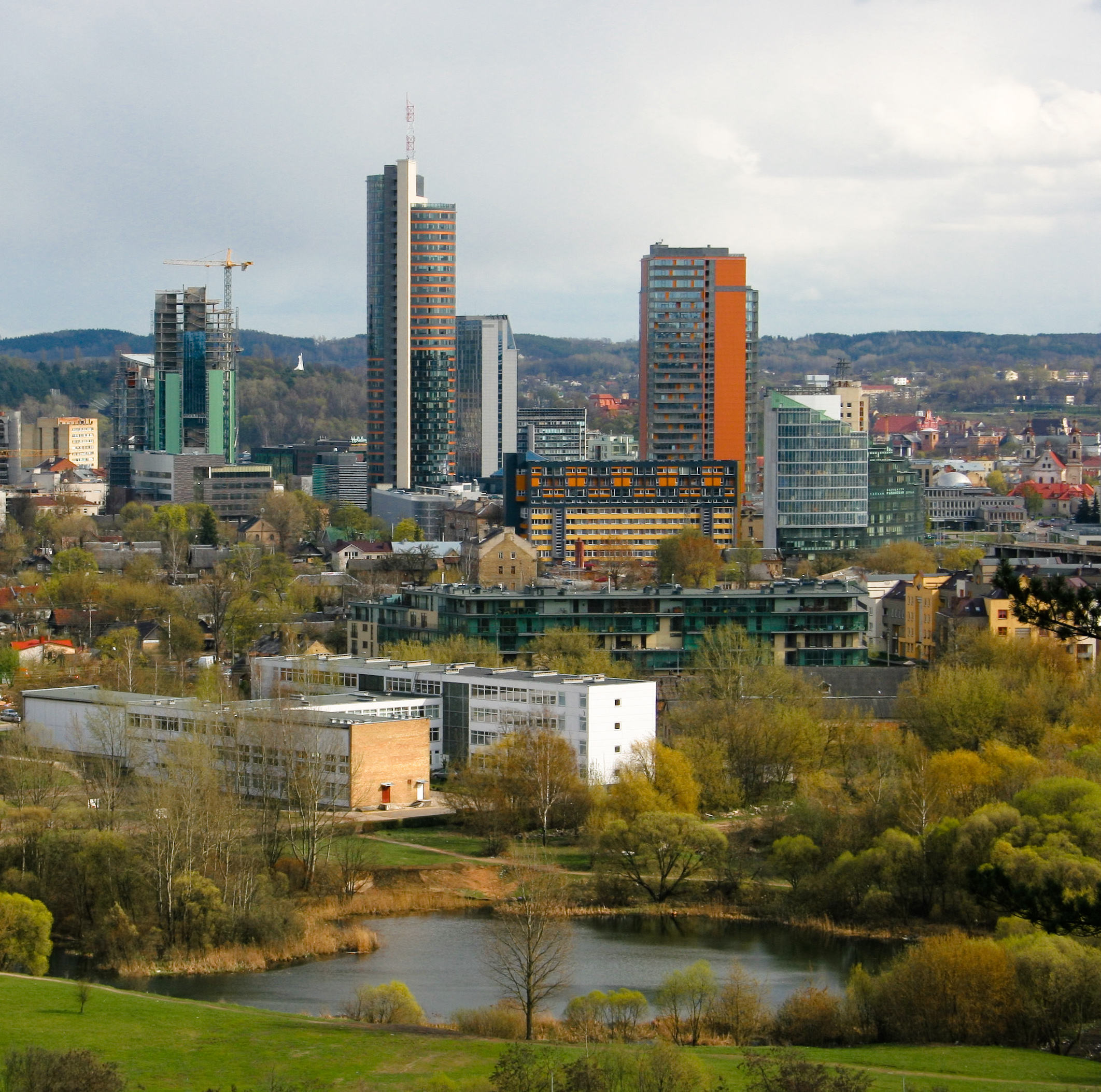
Новый центр Вильнюса

Агротуризм также обрёл огромную популярность в стране как среди местных жителей, так и иностранцев.

## Рейтинги туризма
Литва заняла 2-е место в глобальном туризме, назвав «Ранг туризма» в 2017. 

## Крупные города
- Вильнюс ― столица Литвы
- Каунас ― временная столица Литвы в межвоенный период, где находится множество памятников архитектуры в стиле функционализма
- Клайпеда ― морской порт с привлекательным старым городом и наследием немецкой культуры
- Паневежис ― столица Аукштайтии
- Шяуляй ― славится соседней Горой Крестов
- Кедайняй ― город в центральной Литве с выдающимися памятниками ренессансной архитектуры

## Национальные парки
- Аукштайтийский национальный парк
- Жемайтийский национальный парк
- Дзукийский национальный парк

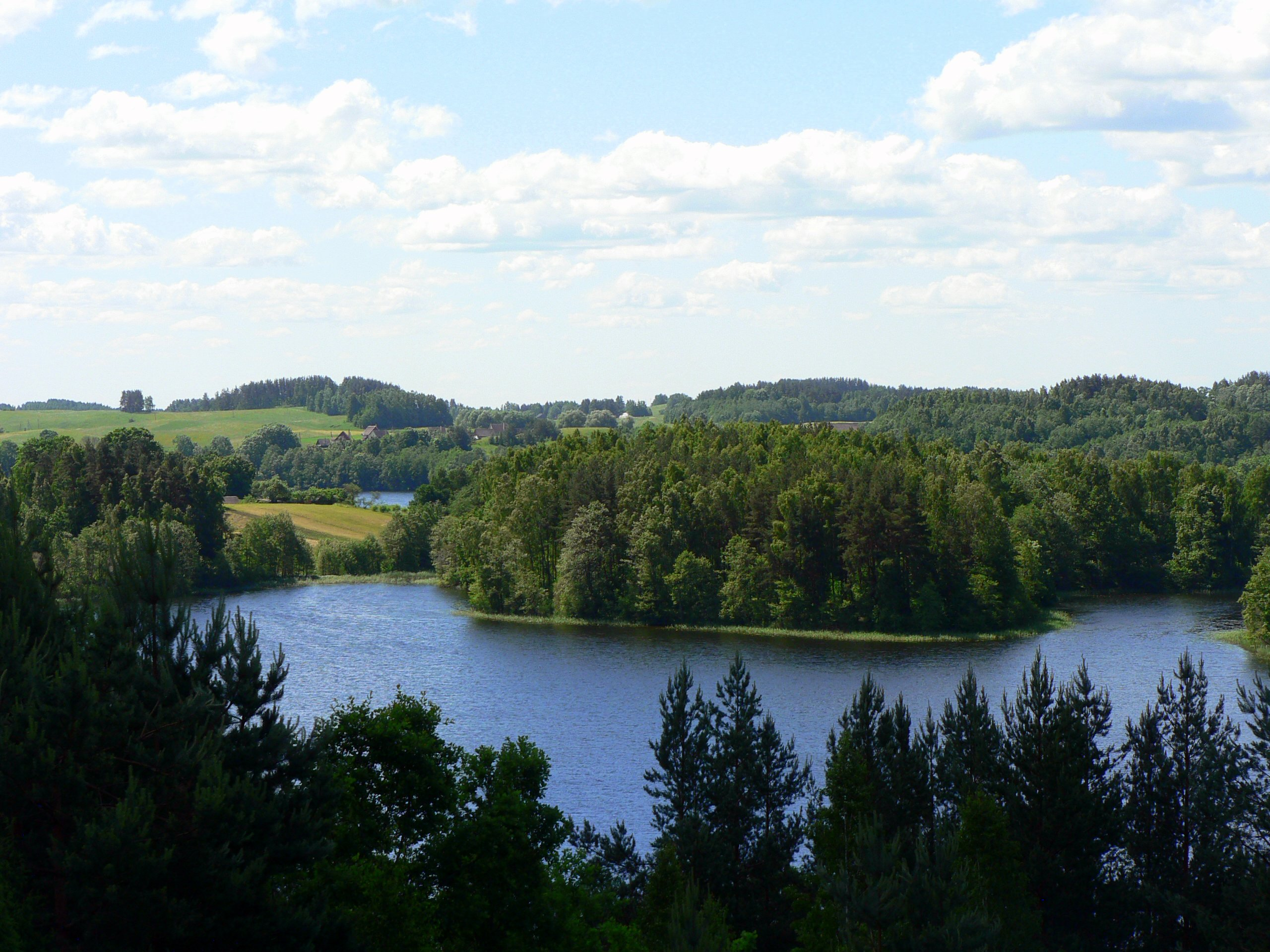
Вид с холма Ладакальнис

- Тракайский исторический национальный парк

## Объекты Всемирного наследия ЮНЕСКО
- Кернаве ― комплекс исторических городищ и археологических раскопок, по прозванию «литовская Троя»
- Куршская коса
- Старый город Вильнюса ― древняя столица Великого княжества Литовского

## Курорты

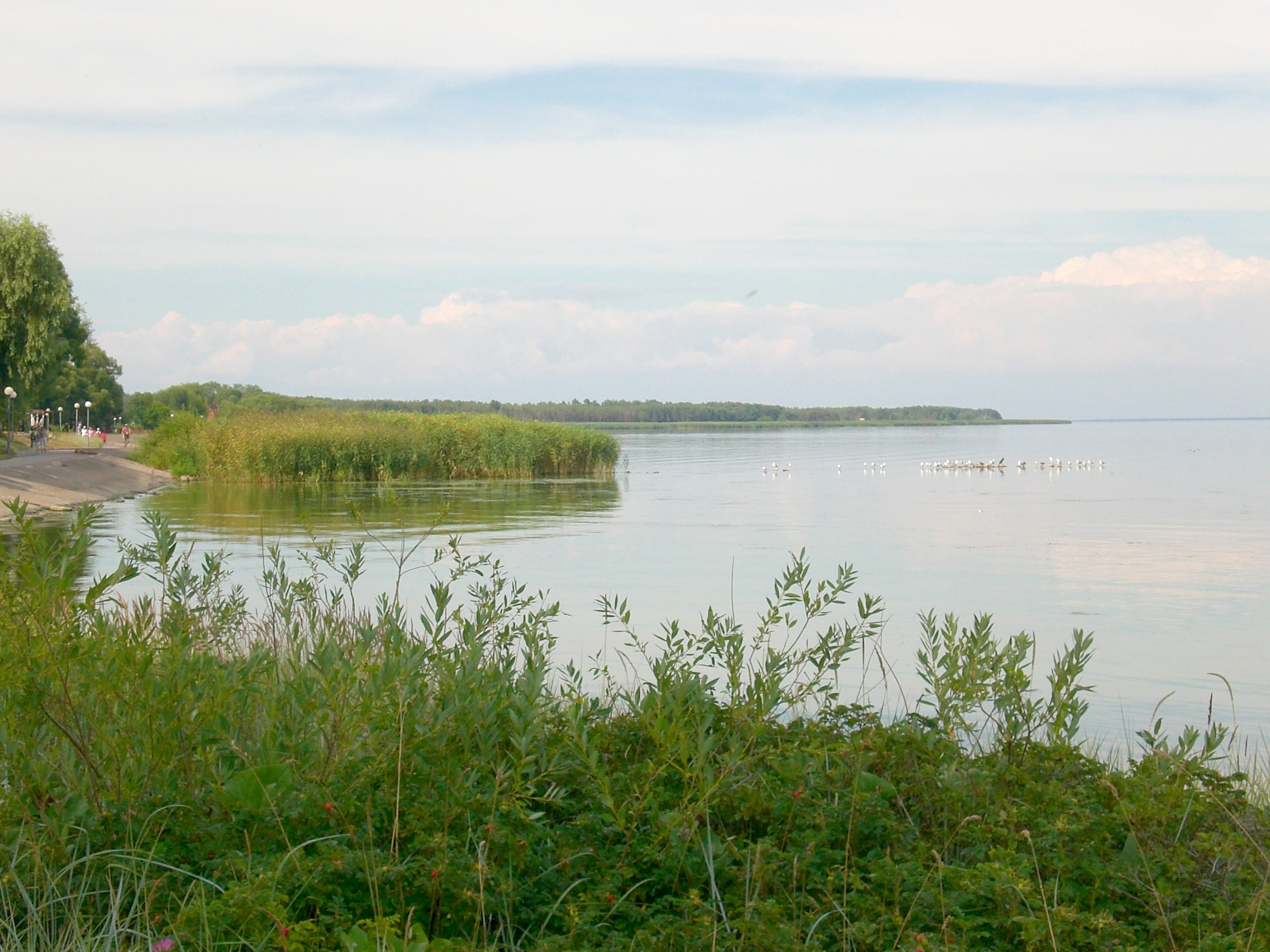
Куршский залив в Ниде

### Морские курорты
- Паланга
- Нида
- Юодкранте

### Курортные города
- Бирштонас
- Друскининкай ― развитый курортный город с самым большим аквапарком в Восточной Европе.

## Места паломничества

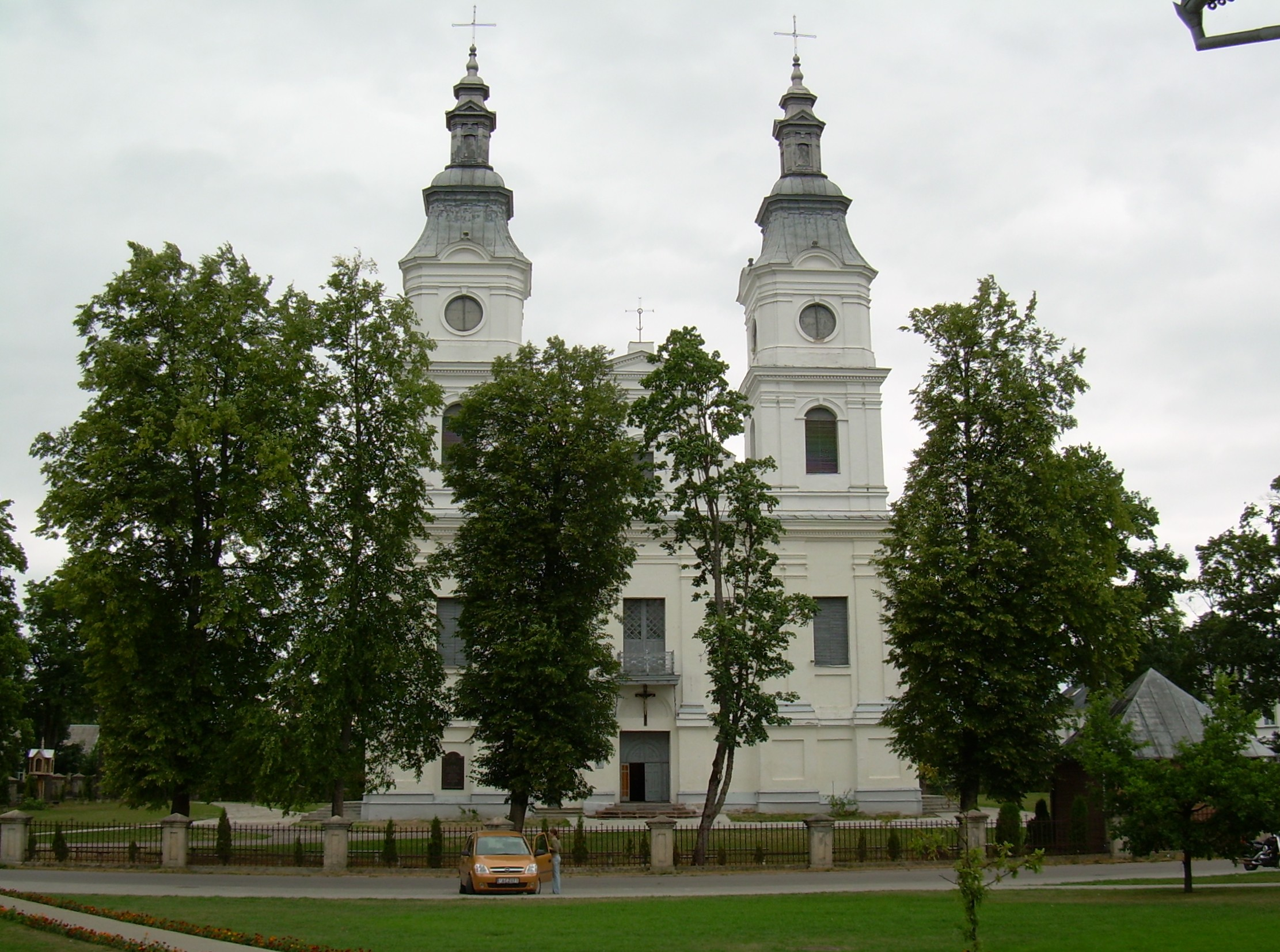
Церковь Жейматская Калвария

В Литве находится много святынь, особенно в Жемайтии.
- Главные места паломничества:
  - Острая брама (Вильнюс);
  - Гора крестов, (Жемайтия);
  - Жейматская Калвария, (Жемайтия);

## Военное наследие
В Литве находится также и множество мест, связанных с российской и советской эпохами страны, которые посещают туристы.
- Ковенская крепость, система фортов, построенных вокруг Каунаса во времена Российской империи в 19 веке;
- Бывшая советская ракетная база (БРСД шахтного базирования Р-12 с ядерными боеголовками) Плокштине возле Жейматской Калварии в Жемайтии. Ныне - музей холодной войны. [3]

## Рыбалка
- Русне